# Buraiha
 (septembre 2016).
Le buraiha ou école décadente (無頼派, buraiha, « école de l'irresponsabilité et de la décadence ») est un groupe d'écrivains dissolus qui expriment le désœuvrement et la crise d'identité du Japon de l'après Seconde Guerre mondiale. Bien que ne constituant pas une véritable école littéraire, les écrivains buraiha sont liés entre eux par une approche similaire de la matière et du style littéraire. Les personnages principaux dans les ouvrages du buraiha sont des antihéros débauchés et sans but. Leur mouvement est basé sur la critique du corpus complet de la littérature japonaise d'avant-guerre ainsi que des valeurs sociales américaines introduites dans la société japonaise avec l'occupation. Leur mouvement ne s'adresse pas à un groupe en particulier, et sa portée n'est pas bien définie.
Ce groupe recoupe celui des écrivains de la chair (nikutaiha) qui, sous l'influence des fictions de Jean-Paul Sartre, ont cherché après la guerre à recentrer la littérature sur le corps charnel (nikutai) plutôt que sur l'esprit. Ils s'opposaient ainsi aussi bien au watakushi shōsetsu d'avant-guerre qu'à l'esprit de sacrifice ayant prévalu pendant la guerre.

## Écrivains
Le terme désigne principalement Ango Sakaguchi, Osamu Dazai et Sakunosuke Oda, mais d'autres tels Jun Ishikawa, Sei Itō, Jun Takami, Hidemitsu Tanaka et Kazuo Dan sont souvent inclus sous cette appellation. Selon Takeo Okuno, le groupe comprend également Miyoshi Jūrō et Taiko Hirabayashi.

## Style de vie
Les écrivains buraiha sont souvent appelés « décadents » en Occident en raison du style de vie décadent qu'ils mènent, du temps qu'ils passent dans les bars, de leur usage de stupéfiants, et de leurs fréquentes relations sexuelles. Un bon exemple en est Ango Sakaguchi, qui choque le public japonais par la publication d'un essai intitulé Discours sur la décadence (堕落論, darakuron). Selon un critique, cela « a permis au peuple japonais, en particulier la jeunesse du Japon, de recouvrer son estime de soi et de commencer à vivre dans la période d'après-guerre ».

## Terme
Le terme « burai », attribué au groupe par les critiques conservateurs, qui signifie littéralement « non fiable », se réfère à une personne dont le comportement va à l'encontre des conventions sociales traditionnelles. En raison de la nature subversive de leurs œuvres, ils sont d'abord considérés comme shingesakuha (新戯作派, littéralement « nouvelle école gesaku) » d'après une école littéraire de l'époque d'Edo, mais le terme disparaît lorsque des œuvres moins irrévérencieuses deviennent populaires.

## Source de la traduction
- (en) Cet article est partiellement ou en totalité issu de l’article de Wikipédia en anglais intitulé « Buraiha » (voir la liste des auteurs).